# Ниарлатотеп
„Ниарлатотеп” (енгл. Nyarlathotep) је приповетка америчког писца Хауарда Филипса Лавкрафта, написана 1920. и први пут објављена у часопису The United Amateur у новембру исте године. Сама прича је суморан поглед на људску цивилизацију у опадању и истражује помешане сензације очаја и пркоса у умирућем друштву.

## Радња
Прича је писана у првом лицу и почиње описом чудног и необјашњивог осећаја слутње коју доживљава човечанство широм света, у ишчекивању великог непознатог зла.
Прича даље описује појаву Ниарлатотепа у Египту, „старе тамошње крви” и налик на фараона, који тврди да се „подигао из црнила двадесет седам векова” и да прима поруке из других светова. Дошавши на Запад, чини се да дубоко влада наукама, конструише чудесне и недокучиве уређаје и стиче велику славу док путује од града до града демонстрирајући своје изуме и моћи. Где год да Ниарлатотеп крене, сан мештана постаје оптерећен живописним ноћним морама.
Ниарлатотеп долази у град приповедача и он присуствује на једном од Ниарлатотепових скупова, на коме он пркосно одбацује Ниарлатотепово исказивање моћи као обичне трикове. Ниарлатотеп тера групу посматрача из сале и они хистерично тврде једни на другима да се не плаше и да је град око њих непромењен и жив, чак и када електрична улична расвета почне да се гаси. Сви падају у стање транса и одлутају, разилазећи се у најмање три колоне: прва од њих нестаје у уличици иза угла, из које се затим чују одјеци јадиковања; друга силази до станицу метроа уз звук суманутог смеха; трећа група, у којој се налази приповедач, путује ван града. Приповедачева дружина маршира кроз необичне снегове у мрачни процеп, а приповедач последњи улази.
Прича се завршава описом низа ужасних, надреалних призора које је доживео приповедач, у којима хаос и лудило прожимају древни, умирући универзум којим владају безумни, нељудски богови, чији је гласник и „душа” Ниарлатотеп.

## Позадина
„Ниарлатотеп” је заснован на једном од Лавкрафтових снова. Први пасус приче је писац написао „док је још био у полусну”. Приповетку, у којој се први пут појављује насловни ентитет Ниарлатотеп из Ктулу митова, Лавкрафт је описао као „ноћну мору”. У инспиративном сну, Лавкрафт је прочитао писмо свог пријатеља Семјуела Лавмана које је садржало позив, који је гласио:
| „ | Немојте пропустити да видите Ниарлатотепа ако дође у Провиденс. Он је ужасан − ужаснији од свега што можете замислити − али диван. Прогања вас сатима након тога. Још се најежим од онога што је показао. | ” |

## Остали медији
- Године 2007, прича је адаптирана у истоимени графички роман на француском језику, који је илустровао Жулијен Ноарел, а објавио Akileos.
- У песми „The Dark Eternal Night” бенда Dream Theater, текстописац Џон Петручи описује лик сличан Ниарлатотепу и цитира фразе из Лавкрафтове приче.[10]